# Tales of Mystery and Imagination
Tales of Mystery and Imagination — дебютный студийный альбом английской арт-рок-группы The Alan Parsons Project. Вышел в США в мае (20th Century Fox Records), а в Великобритании — в июле 1976 года (Charisma Records).
Записан на знаменитой звукозаписывающей студии «Эбби-Роуд» в период с июля 1975 по январь 1976 года. Поднялся до №38 в Billboard Top LPs & Tape. Переиздан в 1987 году (ремикс оригинальной версии 1976 года) и в 2007 году (с добавлением бонус-треков).

## Об альбоме
«Tales of Mystery and Imagination» создан под влиянием мистического творчества американского писателя и поэта Эдгара По и по мотивам его произведений. В частности, само название альбома повторяет название первого сборника произведении Эдгара По, изданного в 1908 году. Альбом представляет собой философское творение в лучших традициях симфо-арт-рока с отголосками психоделики, не уступающее в качестве Genesis, Pink Floyd и Yes. Он великолепно скомпонован и воспринимается как единое целое, а не набор отдельных композиций.
Для записи было привлечено множество сессионных музыкантов. В основном это были те, кто ранее работал с Парсонсом, в первую очередь — музыканты коллективов Pilot и Cockney Rebel, которые составили своего рода «костяк» The Alan Parsons Project, хотя официально этот коллектив никогда не имел постоянного состава. Кроме того, к записям были привлечены Джон Майлз, Эндрю Пауэлл и другие известные музыканты.

## Список композиций
Все песни написаны Аланом Парсонсом и Эриком Вулфсоном, кроме отмеченных особо.
1. «A Dream Within a Dream» — 4:14
2. «The Raven» — 3:57
3. «The Tell-Tale Heart» — 4:38
4. «The Cask of Amontillado» — 4:33
5. «(The System Of) Dr. Tarr and Professor Fether» — 4:20
6. «The Fall of the House of Usher» (Парсонс, Вульфсон, Пауэлл) — 16:10
  1. «Prelude» — 7:02
  2. «Arrival» — 2:39
  3. «Intermezzo» — 1:00
  4. «Pavane» — 4:36
  5. «Fall» — 0:51
7. «To One in Paradise» — 4:46

### Делюкс-издание 2007 года
Disc 1: Песни 1-11, оригинальный альбом 1976 года
1. «The Raven» (original demo) — 3:26
2. «Edgar» (demo of an unreleased track) — 3:04
3. «Orson Welles Radio Spot» — 1:03
4. «Interview with Alan Parsons and Eric Woolfson (1976)» 8:32

Disc 2: Песни 1-11, ремикшированые версии оригинальных песен 1987 года
1. «Eric’s Guide Vocal Medley» — 9:13
2. «Orson Welles Dialogue» — 3:08
3. «Sea Lions in the Departure Lounge» (sound effects and experiments) — 2:38[9]
4. «GBH Mix» (unreleased experiments) — 5:22

### «A Dream Within a Dream»
Основана на одноименной поэме Эдгара По (1849).

### «The Raven»
Основана на одноимённом стихотворении «Ворон» Эдгара По. Известна также как одно из первых произведений в рок-музыке, где использовался вокодер (разработанный компанией EMI).

### «The Tell-Tale Heart»
Основана на одноимённом «страшном» рассказе «Сердце-обличитель» Эдгара По (1843), который считается классикой готического жанра в литературе.

### «The Cask of Amontillado»
Основана на одноимённом рассказе «Бочонок амонтильядо» Эдгара По (1846).

### «(The System Of) Dr. Tarr and Professor Fether»
Основана на рассказе-комедии Эдгара По «Система доктора Смоля и профессора Перро» (1845). Издавалась также в виде сингла, достигла #37 в США и #62 в Канаде.

### «The Fall of the House of Usher»
Инструментальная композиция, состоящая из пяти частей. Основана на одноимённом рассказе «Падение дома Ашеров» Эдгара По, содержит инструментальное переложение этого рассказа. Первая часть (прелюдия) использует мотив из одноименной оперы французского композитора Клода Дебюсси.

### «To One in Paradise»
Основана на одноимённом стихотворении Эдгара По (1833).

## Участники записи
В скобках указаны номера композиций.
- Alan Parsons – EMI vocoder (2), синтезатор (3, 7, 10), блокфлейта (5), вокал (11), синтезатор (3-4 on 1987 remix), церковный орган (5 on 1987 remix) продюсер, инженер
- Eric Woolfson – клавишные инструменты (1-3, 5, 7), бэк-вокал (2, 4), клавесин (4), орган (7), вокал (11), синтезатор (9 on 1987 remix) продюсер
- Andrew Powell – оркестровая аранжировка (2-4, 6, 8, 10), дирижер оркестра (2-4, 6, 8, 10), клавишные инструменты (7), орган (9)
- Francis Monkman – орган (7), клавесин (9)
- Billy Lyall – клавишные инструменты (1, 3), блокфлейта (1), фортепиано (4-5), Родес-пиано (11), колокольчики (11)
- Christopher North – клавишные инструменты (2)
- Orson Welles – текст (1 and 6 on 1987 remix)
- Leonard Whiting – ведущий вокал (2), текст (11)
- Arthur Brown – ведущий вокал (3)
- John Miles – ведущий вокал (4-5), электрогитара (5)
- Jack Harris – вокал (3, 5)
- Terry Sylvester – вокал (4), ведущий вокал (11)
- Jane Powell – бэк-вокал (11)
- Smokey Parsons – ведущий вокал
- Bob Howes & the English Chorale – хор (2-4)
- Westminster City School Boys Choir – хор (11)
- David Paton – акустическая гитара (1, 11), бэк-вокал (1), бас-гитара (3-5, 7, 11)
- Kevin Peek – акустическая гитара (9)
- Laurence Juber – акустическая гитара (9)
- Ian Bairnson – электрогитара (1, 3-5, 7, 11, 2 on 1987 remix), акустическая гитара (1, 11)
- David Pack – электрогитара (2)
- Joe Puerta – бас-гитара (1-2)
- Les Hurdle – бас-гитара (6)
- Daryl Runswick – double bass (9)
- David Katz – скрипка, руководитель оркестра (6, 8, 10), дирижер оркестра
- Jack Rothstein – руководитель оркестра (6, 8, 10)
- David Snell – клавесин (9)
- Hugo D'Alton – мандолина (9)
- Stuart Tosh – ударные (1-5, 7, 9, 11), литавры (3), тарелки (3)
- Burleigh Drummond – ударные (2)
- John Leach – цимбалы (9), кантеле (9)
- Dennis Clarke – саксофон, кларнет

## Положение в хит-парадах
Еженедельные чарты:
| Год  | Хит-парад       | Позиция |
| ---- | --------------- | ------- |
| 1976 | UK Albums Chart | 56      |
| 1976 | Canada          | 81      |
| 1976 | Billboard 200   | 38      |

Годовые чарты:
| Год  | Хит-парад                          | Позиция |
| ---- | ---------------------------------- | ------- |
| 1976 | США (Billboard Top Popular Albums) | 72      |
|      |                                    |         |
| 1980 | ФРГ (Offizielle Top 100)           | 62      |